# Bernd Wolff
Bernd Wolff (* 12. September 1939 in Magdeburg) ist ein deutscher Schriftsteller.

## Leben
Bernd Wolff, Sohn eines Försters, wurde 1939 in Magdeburg geboren, er wuchs in Wernigerode im Harz auf. Nach dem Abitur studierte er Pädagogik in Erfurt. Seit 1960 arbeitete er als Lehrer für Deutsch/Kunsterziehung, zunächst in Werben (Elbe), dann in Benneckenstein, ab 1967 in Blankenburg (Harz). Frühzeitige literarische Betätigung führte 1968 zur Veröffentlichung des ersten Kinderbuches und der Mitgliedschaft im Deutschen Schriftstellerverband. Bis zur Pensionierung 2002 war Wolff als Deutschlehrer und Kunsterzieher in Blankenburg (Harz) tätig, wo er heute noch lebt. Er ist verheiratet und hat zwei Kinder. Bernd Wolff schreibt zu den Themen Natur und Umwelt, Geschichte, Landschaft, historische Biographie.

## Werke

### Kinderbücher
- Manne Forschtrat, Kinderbuchverlag Berlin, 1968 ISBN 3-358-01043-0
- Alwin auf der Landstraße, Kinderbuchverlag Berlin, 1971 (verfilmt 1974)
- Im Zug hinter Brest, Kinderbuchverlag Berlin, 1975
- Biberspur, Kinderbuchverlag Berlin, 1979 ISBN 3-358-00994-7 (verfilmt 1984)
- Von Klöstern und Burgen, Kinderbuchverlag Berlin, 1986 ISBN 3-358-00763-4
- Die Wildgrube, Kinderbuchverlag Berlin, 1989 ISBN 3-358-00360-4

### Bildbände
- Sachsen-Anhalt (Fotos: Peter Kühn), Stürtz Verlag, Würzburg 1992 ISBN 3-8035-1357-X
- Harz – grenzenlos (Fotos: Gerald Große), Stürtz Verlag, Würzburg 1992 ISBN 3-8035-1361-8
- Burgen und Schlösser – Sachsen-Anhalt (Fotos: Gerald Große), Stürtz Verlag, Würzburg 1993 ISBN 3-8035-1366-9
- Straße der Romanik (Fotos: Gerald Große), Stürtz Verlag, Würzburg 1994 ISBN 3-88189-263-X
- Das Buch der Bäume (Fotos: Werner Richner), Stürtz Verlag, Würzburg 1994 ISBN 3-8003-0554-2
- Das Buch vom Wald (Fotos: Martin Siepmann), Stürtz Verlag, Würzburg 1996 ISBN 3-8003-0715-4
- Blankenburg (Harz) (Fotos: Bernd Wolff), Wartberg Verlag Gudensberg-Gleichen 1993 ISBN 3-86134-127-1
- Wernigeröder Augenblicke (Fotos: Reinhardt Menger), Jüttners Verlagsbuchhandlung Wernigerode 1995 ISBN 3-910157-02-5
- Blankenburg (Harz) – Blütenstadt im Grünen (Fotos: Bernd Wolff), Stadt-Bild-Verlag Leipzig 2018 ISBN 978-3-942146-96-8

### Tetralogie von Goethes Brockenfahrten
- Winterströme. Goethes Harzreise 1777, Verlag der Nation, Berlin 1987 ISBN 3-373-00075-0, Neuauflage 2008 im Pforte Verlag Dornach, Schweiz ISBN 978-3-85636-210-2
- Im Labyrinth der Täler. Goethes zweite Harzreise, Pforte Verlag Dornach, Schweiz 2004 ISBN 978-3-85636-154-9
- Die Würde der Steine – Goethes dritte Harzreise, Pforte Verlag Dornach, Schweiz 2008 ISBN 978-3-85636-209-6
- Klippenwandrer – Heines Harzreise, Futurum Verlag Basel, Schweiz 2012 ISBN 978-3-85636-221-8

### Weitere Werke
- Sagenspiegel des Harzes – Von Geisterspuk und Hexenflug, Jüttners Verlagsbuchhandlung Wernigerode 1997 ISBN 3-910157-04-1, 2. verbesserte Auflage 2019, ISBN 978-3-910157-23-1

## Ehrungen
- 27. April 2007: Kulturpreis Harz
- 18. Juni 2015: Kunstpreis der Stadt Wernigerode

| Personendaten    | Personendaten            |
| ---------------- | ------------------------ |
| NAME             | Wolff, Bernd             |
| KURZBESCHREIBUNG | deutscher Schriftsteller |
| GEBURTSDATUM     | 12. September 1939       |
| GEBURTSORT       | Magdeburg                |